# Boven-Rijnslenk

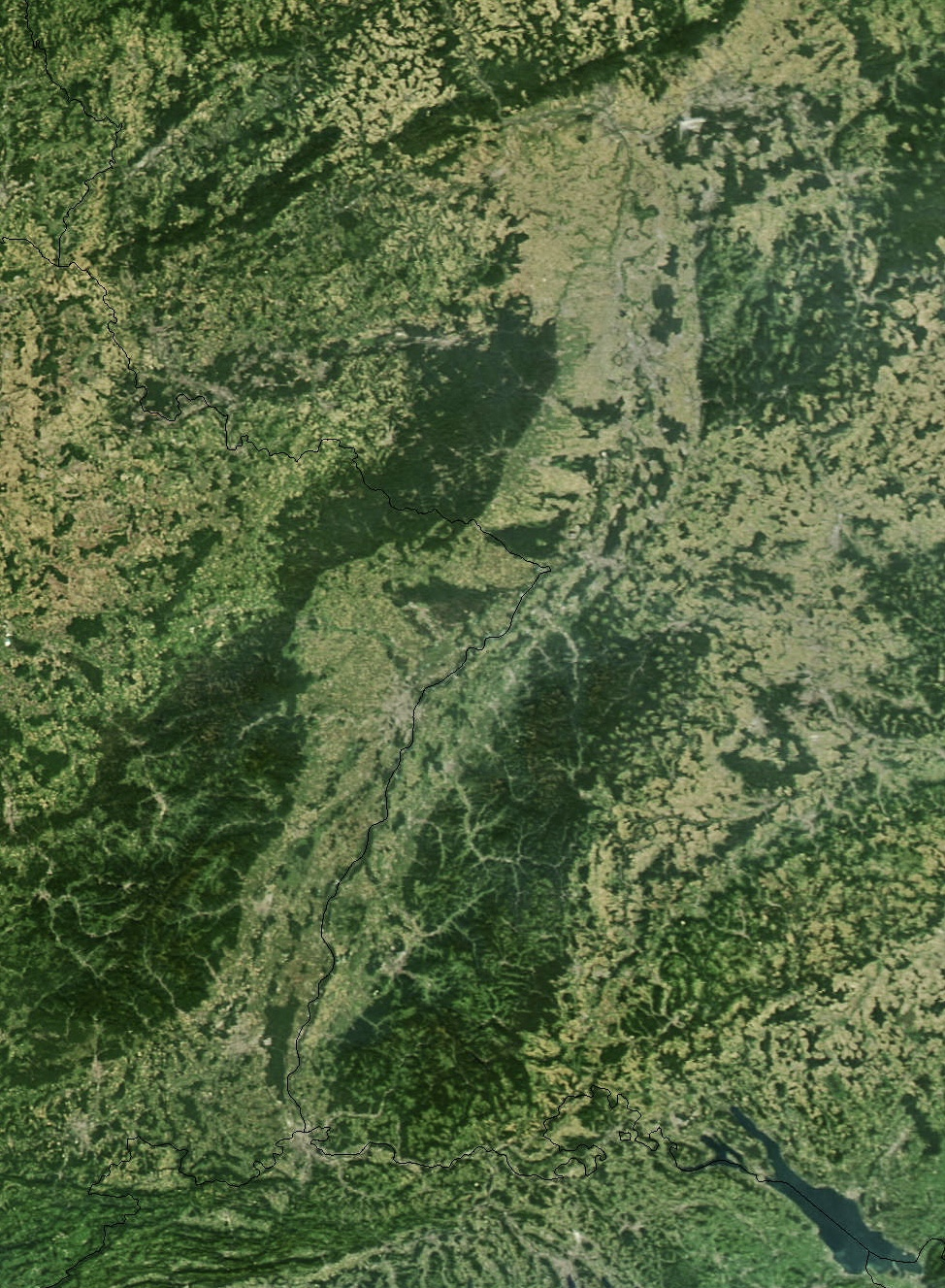
Satellietfoto van de Boven-Rijnse Laagvlakte, waarop de Rijnslenk te herkennen is. (NASA)

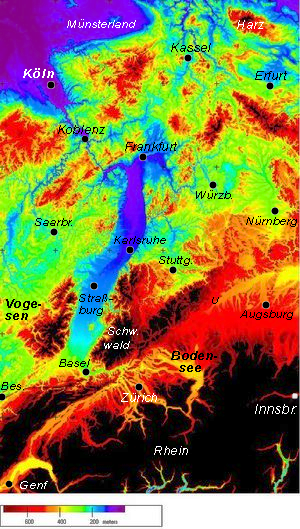
Digitaal hoogtemodel van Midden-Europa, de kleuren geven de hoogte aan. De Boven-Rijnse Laagvlakte is als laag gebied (blauw en paars) duidelijk links van het midden te zien.

De Boven-Rijnslenk of Boven-Rijngraben (Duits: Oberrheingraben) is een 300 kilometer lange geologische slenk onder de Boven-Rijnse Laagvlakte. Deze vlakte is ontstaan door het opvullen van de slenk met sedimenten die door met name de Rijn, die van zuid naar noord door de vlakte stroomt, worden aangevoerd.

## Ligging
De Boven-Rijnslenk is het centrale deel van een enorme geologische breukzone die dwars door de Europese plaat loopt, van de Doggersbank in de Noordzee tot aan de monding van de Rhône in de Middellandse Zee. De breukzone heeft vele zijslenken waaronder de Roerslenk die door Nederland loopt. Een breuk in deze laatste slenk heeft de aardbeving van 1992 in Linne veroorzaakt. Deze had een kracht van 5,8 op de schaal van Richter, waarbij grote schade in met name Herkenbosch optrad. Activiteiten als deze trekken eerdere inzichten dat de Rijnslenk geologisch niet meer actief is in twijfel.

## Tektoniek

### Ontstaan
Het ontstaan van een slenk wordt veroorzaakt door trekspanningen in de aardkorst en aardmantel die zorgen dat de aardkorst uit elkaar beweegt ("passieve rifting"). Dit zorgt voor rek en verdunning in de korst, wat zich uit in het ontstaan van een graben of slenk, waarbij de middelste gedeeltes langs afschuivingsbreuken naar onderen bewegen. Tegelijkertijd met deze daling van het Aardoppervlak komt de korst/mantelgrens (de Moho) omhoog, waardoor de warmtestroom toeneemt.
Dit heeft langs de Boven-Rijnslenk de tektonische opheffing van de riftschouders (het Zwarte Woud in het oosten en de Vogezen in het westen) tot gevolg gehad.
De ontstane slenk vormde een groot bekken, dat door sedimentatie grotendeels werd gevuld. De Rijn bracht voornamelijk grind mee, tegelijkertijd zorgde erosie op de riftschouders aan weerszijden voor de aanvoer van meer materiaal en het enigszins afvlakken van het ontstane reliëf.
De hypothese, dat een warmtebron uit de mantel verantwoordelijk was voor het ontstaan van de Rijnslenk ("actieve rifting") wordt tegenwoordig dankzij resultaten uit geofysisch en geodynamisch onderzoek niet meer plausibel gevonden.

### Ontwikkeling
De Boven-Rijnslenk ontstond zo'n 35 Ma geleden. Van ongeveer 35 tot 20 Ma heerste in de korst van Midden-Europa een extensioneel regime. Door de activering van oude breukzones begon de korst in het Boven-Rijnslenkgebied in blokken omlaag te bewegen (subsidentie). Er ontstond een enorme slenk die opgevuld werd met sediment. Aan de randen kwamen de riftschouders juist omhoog.
Rond 20 Ma kwam aan dit extensieregime een einde omdat in het zuiden inmiddels de Alpen ontstaan waren. Bij deze gebergtevorming schoven dikke Mesozoïsche kalksteenlagen naar het noorden, waarbij de Jura werd gevormd. Rond 20 Ma begon dit invloed op de tektoniek van het Bovenrijngebied te hebben. De noordwaartse beweging stond dwars op de extensierichting in het Boven-Rijngebied. Gevolg was dat de oostelijke kant van de slenk relatief naar het noorden begon te bewegen ten opzichte van de westflank, die relatief gezien naar het zuidwesten bewoog. Subsidentie kwam voornamelijk voor langs het gedeelte ten noorden van de stad Karlsruhe.
Dit overschuivingsregime blijft nog dominant in de Boven-Rijnslenk aanwezig, maar de grootte en richting van de spanningen is iets veranderd, zodat er weer sedimentatie in het gehele bekken plaatsvindt.

### Aardbevingen
De Boven-Rijnslenk is seismisch gezien voor een gebied dat niet op een plaatgrens ligt bijzonder actief. Aardbevingen worden veroorzaakt door bewegingen in de aardkorst langs de afschuivingen die de slenk vormen. Meestal zijn de aardbevingen van een lage magnitude en intensiteit (gemeten op de Medvedev-Sponheuer-Karnik-schaal). Om de paar maanden komen aardbevingen van magnitude 3 voor, die net door de bewoners van de regio boven het hypocentrum kunnen worden opgemerkt. Ongeveer elke 10 jaar komt in de wijde omgeving ergens een aardbeving voor met een grotere magnitude dan 5, waarbij lichte schade te verwachten is.
In de regio rond Bazel en de noordelijke Jura zijn soms zwaardere aardbevingen voorgekomen, zoals de aardbeving van Bazel op 18 oktober 1356. Bazel werd hierdoor compleet verwoest, de aardbeving had naar schatting kracht 6,0 tot 6,5 op de schaal van Richter. Door de kleigrond in het Rijndal werden de schokgolven goed geleid en werden gebouwen tot 200 km in de omtrek verwoest. Men vermoedt dat deze zwaardere aardbevingen veroorzaakt worden door de overschuivende beweging van de Jura over het Boven-Rijnslenkgebied.
Hypocentra van aardbevingen komen in het Boven-Rijngebied niet dieper voor dan 15 km, waar de plastische zone in de korst begint.

## Vulkanisme
In het Boven-Rijngebied zijn op vele plekken sporen van vulkanisme te vinden (voorbeelden: de Kaiserstuhl, Hegau, Schwäbischer Vulkan, Steinsberg, Katzenbuckel, Pechsteinkopf). Het grootste gedeelte van de vulkanische gesteenten is rond de 40 Ma oud. Een tweede vulkanisch actieve fase was van 18 tot 14 Ma. Petrologisch onderzoek toont aan dat alle magma's afkomstig zijn van hooguit één of twee magmareservoirs op ongeveer 70 km diepte in de mantel. Erg bijzonder is dat het magma vanaf deze diepte vrijwel zonder te differentiëren opsteeg tot aan het oppervlak, waar het nu te vinden is als (zeldzame) gesteenten als nepheliniet of melilithiet. Alleen lokaal zijn soms door differentiatie andere magmasamenstellingen ontstaan (zoals in de Kaiserstuhl).
Door de vorming van een slenk, waarbij de Moho omhoog komt, kunnen thermische anomalieën in de mantel ontstaan. Hierdoor kan magma smelten en omhoog beginnen te bewegen, wat aan het oppervlak vulkanisme tot gevolg heeft. Gek genoeg kan bij het ontstaan van de Boven-Rijnslenk zo'n anomalie niet zijn ontstaan, omdat de extensie langzaam plaatsvond waardoor de mantel de tijd had af te koelen bij het omhoogkomen. Vermoed wordt, dat de oorzaak van het vulkanisme met het ontstaan van de Alpen samenhangt, omdat bekende tektonische gebeurtenissen in de Alpen samenvallen met de hoogtepunten in vulkanische activiteit in zuidwest Duitsland.

## Dimensies van de Boven-Rijnslenk
- Extensie van de korst in WNW-OZO-richting: ongeveer 6 tot 8 km
- Horizontaalverschuiving van het westelijke deel van de slenk ten opzichte van het oostelijke deel naar het zuidwesten vermoedelijk < 5 km
- Subsidentie van het aardoppervlak in het centrale gedeelte van de slenk: ongeveer 4,0 km, volledig opgevuld met sedimenten
- Omhoogkomen van de korst-mantelgrens: van 30 km naar 25 tot 26 km diepte
- Opheffing van de riftschouders: maximaal 2,5 km omhooggekomen
- Erosie op de riftschouders heeft ongeveer 1,5 km gesteente weer verwijderd